# Ingrid Sinclair
Ingrid Sinclair es una directora, guionista y productora británica-zimbabuense. Es reconocida internacionalmente por su película de 1996, Flame, un drama sobre la Guerra de Liberación de Zimbabue y sus documentales sobre ese país africano. Flame fue elegida para la sección Quincena de Realizadores en Cannes y para el Premio Nestor Almendros en el Festival Internacional de Cine de Human Rights Watch en  Nueva York. 

## Biografía
Sinclar nació en Rhodesia en 1948. Se crio en Gran Bretaña donde estudió Medicina y Literatura. Se mudó a Zimbabue en 1985 después de casarse con el cineasta y productor Simon Bright. Ambos participaron activamente en el Movimiento de Liberación zimbabuense y más tarde se convirtieron en ciudadanos. Sinclair escribió y dirigió una variedad de cortometrajes y documentales a finales de los ochenta y principios de los noventa, explorando temas de igualdad, cultura, historia y el paisaje de Zimbabue. Se le considera una cineasta del Renacimiento africano.
La situación política en Zimbabue cambió drásticamente en 2001 con el programa de reforma agraria. Durante este período, "no sólo los granjeros blancos fueron purgados, sino también otros blancos que todavía trabajaban en Zimbabue". También fue durante este tiempo cuando se intensificó el esfuerzo idealológico del régimen, alimentando la hostilidad racial.
En 2003, dejaron Zimbabue y se mudaron a Brístol, donde establecieron el Afrika Eye Film Festival y continúan trabajando en la producción cinematográfica.

## Filmografía
| Año  | Película                               | Rol                              | Ref.               |
| ---- | -------------------------------------- | -------------------------------- | ------------------ |
| 2011 | Robert Mugabee... What Happened?       | Guionista                        |                    |
| 2009 | Africa is a Woman's Name               | Directora y guionista            | [ 7 ]              |
| 2002 | Mama Africa                            | Directora                        |                    |
| 2001 | Riches                                 | Directora                        |                    |
| 1998 | Tides of Gold                          | Directora                        |                    |
| 1996 | Flame                                  | Directora y guionista            | [ 8 ] [ 9 ] [ 10 ] |
| 1991 | Bird from Another World (Cortometraje) | Directora                        |                    |
| 1989 | Limpopo Line                           | Codirectora junto a Simon Bright |                    |